# Girolamo Zanconato
Girolamo Zanconato (Chiampo, 19 settembre 1924 – Mendoza, 9 dicembre 2017) è stato un presbitero italiano appartenente alla Congregazione di San Giuseppe (Giuseppini del Murialdo). Fu Superiore Generale della congregazione dal 1976 al 1982.

## Biografia
Girolamo Zanconato nacque a Chiampo, in provincia di Vicenza, il 19 settembre 1924. Entrò nel noviziato dei Giuseppini del Murialdo a Vigone nel 1939, emettendo la professione temporanea il 21 settembre 1940 e quella perpetua il 29 settembre 1945, a Montecchio Maggiore.
Fu ordinato sacerdote il 4 marzo 1950 a Viterbo. In seguito conseguì la licenza in filosofia presso la Pontificia Università Gregoriana di Roma.

## Incarichi
Nei primi anni della sua attività religiosa fu educatore e docente presso le case giuseppine di Ponte di Piave e Viterbo. Successivamente ricoprì incarichi di responsabilità all'interno della congregazione:
- Superiore provinciale in Brasile (1964–1970), contribuendo allo sviluppo della presenza giuseppina nel Paese.
- Superiore provinciale della provincia veneta (dal 1970).

Nel 1976 fu eletto Superiore Generale della Congregazione di San Giuseppe, incarico che mantenne fino al 1982. Durante il suo mandato promosse l'internazionalizzazione della congregazione e incoraggiò l'attività missionaria in America Latina.

## Attività missionaria in Argentina
Terminato il generalato, si trasferì come missionario in Argentina, dove visse e operò per oltre trent’anni nella comunità giuseppina di Villa Nueva de Guaymallén, nell'arcidiocesi di Mendoza. Qui ricoprì i ruoli di vicedirettore ed economo, impegnandosi nella pastorale parrocchiale e nella promozione vocazionale.

## Morte
Padre Zanconato è deceduto il 9 dicembre 2017 a Mendoza, all’età di 93 anni.

## Eredità
Padre Girolamo Zanconato è ricordato per il suo spirito missionario, la dedizione alla formazione dei giovani e il contributo alla crescita della Congregazione di San Giuseppe a livello internazionale.